# 弥勒寺 (藤沢市)

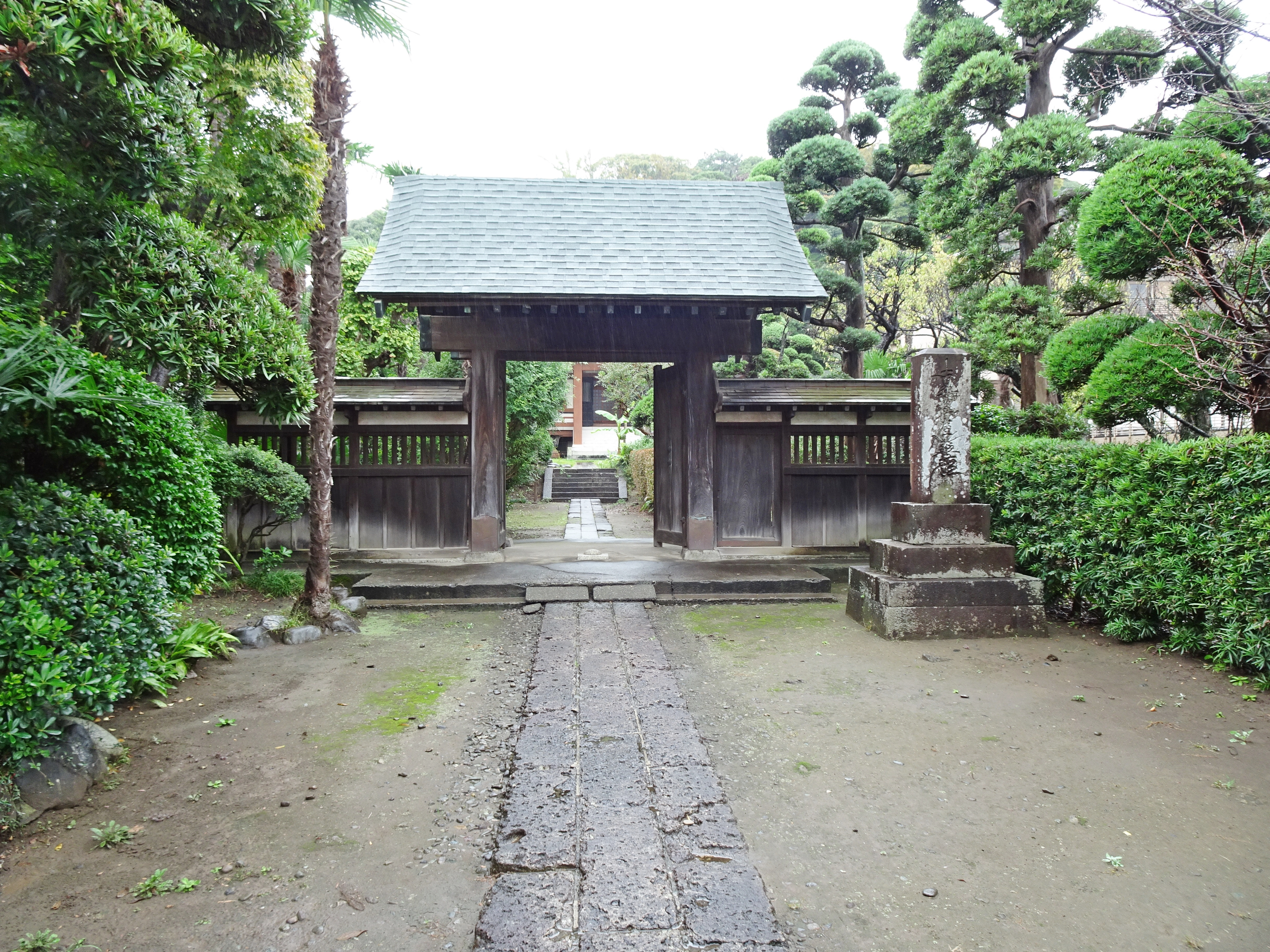
弥勒寺の山門

弥勒寺（みろくじ）は、神奈川県藤沢市にある日蓮宗の寺院。山号は東耀山。旧本山は星下妙純寺、潮師法縁。

## 歴史
嘉禄2年（1226年）北条泰時が開基し創建した。
正和4年（1315年）火災で焼失し、日善が弥勒如来を祀る弥勒堂を建てた。
天正元年（1573年）日祐が再興、日蓮宗に改宗した。

## 本尊
- 日蓮上人[1]

## 所在地情報
所在地
神奈川県藤沢市弥勒寺519番地
交通
- 　鉄道
  - 藤沢駅（東日本旅客鉄道（JR東日本）・小田急電鉄・江ノ島電鉄（江ノ電)）

- バス
  - 小塚地下道前（江ノ電バス）